# Swift J1818.0−1607
Pulsar
Magnétar
Swift J1818.0−1607 est un magnétar situé à environ 15 000 années-lumière de la Terre dans la constellation du Sagittaire. Il a été découvert en mars 2020 par le télescope spatial Swift.
Au moment de sa découverte, il est le plus jeune magnétar connu, avec un âge estimé à 240 ans. Il a une période de rotation de 1,36 secondes et a une masse équivalente à deux fois celle du Soleil, pour un diamètre de 25 kilomètres.